# Anarta alpicola
Anarta alpicola är en fjärilsart som beskrevs av Conrad Quensel 1802. Anarta alpicola ingår i släktet Anarta och familjen nattflyn. Inga underarter finns listade i Catalogue of Life.